# Cetego (personaggio)
Cetego è un personaggio dell'Eneide di Virgilio, presente nel dodicesimo libro.
Cetego è uno degli innumerevoli italici che prendono parte alla guerra contro i troiani di Enea sbarcati nel Lazio. Egli è rutulo, e dunque combattente nelle file di Turno. Muore nell'ultima battaglia, per mano di Enea.